# Oscar Beregi Sr.

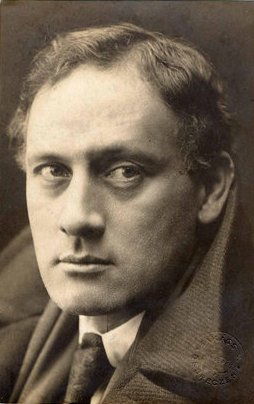
Oscar Beregi

Oscar Beregi, Sr., nome artístico de Beregi Oszkár (Budapeste, 24 de janeiro de 1876 – Hollywood, 18 de outubro de 1965) foi um ator húngaro. Ele apareceu em 27 filmes entre 1916 e 1953. É mais lembrado por interpretar o professor Baum em O Testamento do Dr. Mabuse, filme de Fritz Lang. Era pai do também ator Oscar Beregi, Jr. (1918–1976).

## Filmografia selecionada
- A Gólyakalifa (1917)
- Ave Caesar! (1919)
- Jön az öcsém (1919)
- Die Sklavenkönigin (1924)
- The Flaming Forest (1926)
- O Testamento do Dr. Mabuse (1933)